# Ojindor
Ojindor (en rus: Ожындор) és un poble (un possiólok) de la República de Komi, a Rússia, segons el cens del 2010 tenia 307 habitants.